# آرمنس ناربكوفاس
آرمنس ناربكوفاس مواليد 28 يناير 1965 في جمهورية ليتوانيا الاشتراكية السوفيتية، الاتحاد السوفيتي، هو لاعب ومدرب كرة قدم ليتواني سابق كان يلعب في مركز الوسط. فاز بميدالية أوليمبية في مسابقة كرة القدم. في عام 2003 تم اختياره من قبل الاتحاد الأوروبي لكرة القدم باعتباره اللاعب الذهبي لبلاده، وأعظم لاعب في السنوات الخمسين الماضية.

## المسيرة المهنية
ظهر أرميناس ناربيكوفاس لأول مرة في عام 1983 مع نادي جالغيريس فيلنيوس، ممثل ليتوانيا الوحيد في الدوري السوفيتي الممتاز، وهو في سن 18 عامًا. في عام 1987، احتل المركز الثاني في الأهداف في الدوري برصيد 16 هدفًا بينما قاد فريقه إلى المركز الثالث، وهو المركز الأفضل في تاريخ النادي. ثم شارك نادي جالغيريس في كأس الاتحاد الأوروبي لكرة القدم للمرة الأولى، حيث خسر أمام أوستريا فيينا. أصبحت النمسا وجهة أرميناس بعد السماح للاعبين الليتوانيين بالاحتراف إلى الخارج. انتقل أرميناس إلى النمسا عام 1990 بعد فترة قصيرة مع لوكوموتيف موسكو، حيث لم تكن ليتوانيا جزءًا من الاتحاد الأوروبي لكرة القدم حتى الآن ولم يُسمح للاعبين من أنديتها بالانتقال. قضى أرميناس بقية حياته المهنية في الأندية النمساوية، مع أوستريا فيينا حتى عام 1995 ثم مع نادي أدميرا واكر مودلينغ وعدد من أندية الدرجة الدنيا الأخرى.

## المشاركة الدولية
على الرغم من أنه لم يتلقى أي دعوة للمنتخب الوطني السوفيتي إلا أنه لعب لهم وفاز بميدالية ذهبية في دورة الالعاب الأولمبية الصيفية عام 1988. سجل هدفين في البطولة، بما في ذلك هدف في الوقت الإضافي في الدور قبل النهائي ضد منتخب إيطاليا مساعدا فريقه للفوز 3-2. كما مثل الاتحاد السوفيتي في الألعاب الجامعية الصيفية 1987. Arminas لعب لأول مرة مع منتخب ليتوانيا في أول مباراة له بعد استقلال البلد ليتوانيا في 27 مايو 1990 ضد منتخب جورجيا، وسجل الهدف الأول في المباراة التي انتهت بالتعادل 2-2. ولقد حددت الإصابات مسيرته مع المنتخب (13 كأسا) (أربعة أهداف).

## المسيرة الاحترافية

### أندية لعب لها
- نادي جالغيريس
- لوكوموتيف موسكو
- أوستريا فيينا
- أدميرا فاكر مودلينغ
- نادي فينر

## إنجازات
- الألعاب الأولمبية:  ميدالية ذهبية في عام 1988.
- الدوري السوفيتي الممتاز  برونزية: في عام 1987
- بوندسليغا النمسا  (3 مرات): (90/91) و(91/92) و(92/93)
- كأس النمسا  (2): (91/92) و(93/94)
- الألعاب الجامعية الصيفية: ميدالية ذهبية  في عام 1987

### الإنجازات الفردية
- لاعب السنة في ليتوانيا: 1985-1986-1987-1988
- جائزة يوبيل الاتحاد الأوروبي لكرة القدم
- الألعاب الجامعية الصيفية: 1987 (الهداف)

## المشاركات مع منتخب ليتوانيا الوطني
| 1.                       | 27 مايو 1990  | بوريس بايتشادزه دينامو أرينا، تبليسي في جورجيا | منتخب جورجيا     | 2-2 | تعادل | مباراة ودية            |
| 2.                       | 28 أبريل 1992 | ويندسور بارك، بلفاست في أيرلندا الشمالية       | أيرلندا الشمالية | 2-2 | تعادل | تصفيات كأس العالم 1994 |
| 3.                       | 25 مايو 1994  | ملعب بازالي، أوسترافا في جمهورية التشيك        | جمهورية التشيك   | 5-3 | خسارة | ودية                   |
| 4.                       | 9 أكتوبر 1996 | ملعب زالجيريس فيلنيوس في ليتوانيا              | ليختنشتاين       | 2-1 | فوز   | تصفيات كأس العالم 1988 |
| اعتبارا من 1 ديسمبر 2014 |               |                                                |                  |     |       |                        |

## الجوائز والتكريم
حصل على لقب أفضل لاعب في السنة أربع مرات في ليتوانيا، من 1985 إلى 1988. في نوفمبر 2003 تم اختياره من قبل اتحاد ليتوانيا لكرة القدم ليكون لاعب القرن في ليتوانيا باعتباره أعظم لاعب في آخر 50 عاما.

## الإدارة والتدريب
شغل منصب مدرب نادي بانغا غاروتشدي للفترة من 16 ديسمبر عام 2009 إلى 1 يناير عام 2012. كما درب نادي جالغيريس ونادي أتلانتس.

## روابط خارجية
- آرمنس ناربكوفاس على موقع الاتحاد الدولي (مؤرشف)  (الإنجليزية)
- آرمنس ناربكوفاس على موقع قاعدة بيانات كرة القدم.إي يو (الإنجليزية)
- آرمنس ناربكوفاس على موقع ناشيونال فوتبول تيمز (الإنجليزية)
- آرمنس ناربكوفاس على موقع عالم كرة القدم.نت (الإنجليزية)
- آرمنس ناربكوفاس على موقع أوليمبيديا (الإنجليزية)